# Barchatus cirrhosus
Barchatus cirrhosus är en fiskart som först beskrevs av Klunzinger, 1871.  Barchatus cirrhosus ingår i släktet Barchatus och familjen paddfiskar. Inga underarter finns listade.